# ماش فيتنامي
كان الماش ( باللغة الفيتنامية : 陌) وحدة عملة فيتنامية قُدِّمَت في عام 1837 أثناء عهد أسرة نغوين ، ومثل الماش قيمة 60 فان (文، أو 60 عملة نقدية من الزنك ) وكان في حد ذاته من الكوان (貫).
استُخدمت وحدة الماش النقدية على كلٍّ من العملات النقدية المصنوعة من سبائك النحاس وسبائك الفضة ، وكانت سلسلة العملات النقدية الوحيدة التي استخدمت حرف "ماش" (陌) في نقشها هي عملات "تو دوك باو ساو" (嗣德寶鈔)، ولكنها استُخدمت سابقًا كفئة (بمرسوم إمبراطوري) للعملات النقدية الأكبر حجمًا في عهد الإمبراطور مينه مانغ . وعلى عكس العملات النقدية الأصغر حجمًا، كانت العملات النقدية المقومة بالماش تُربط عادةً في سلاسل من 10 عملات.

## تاريخ

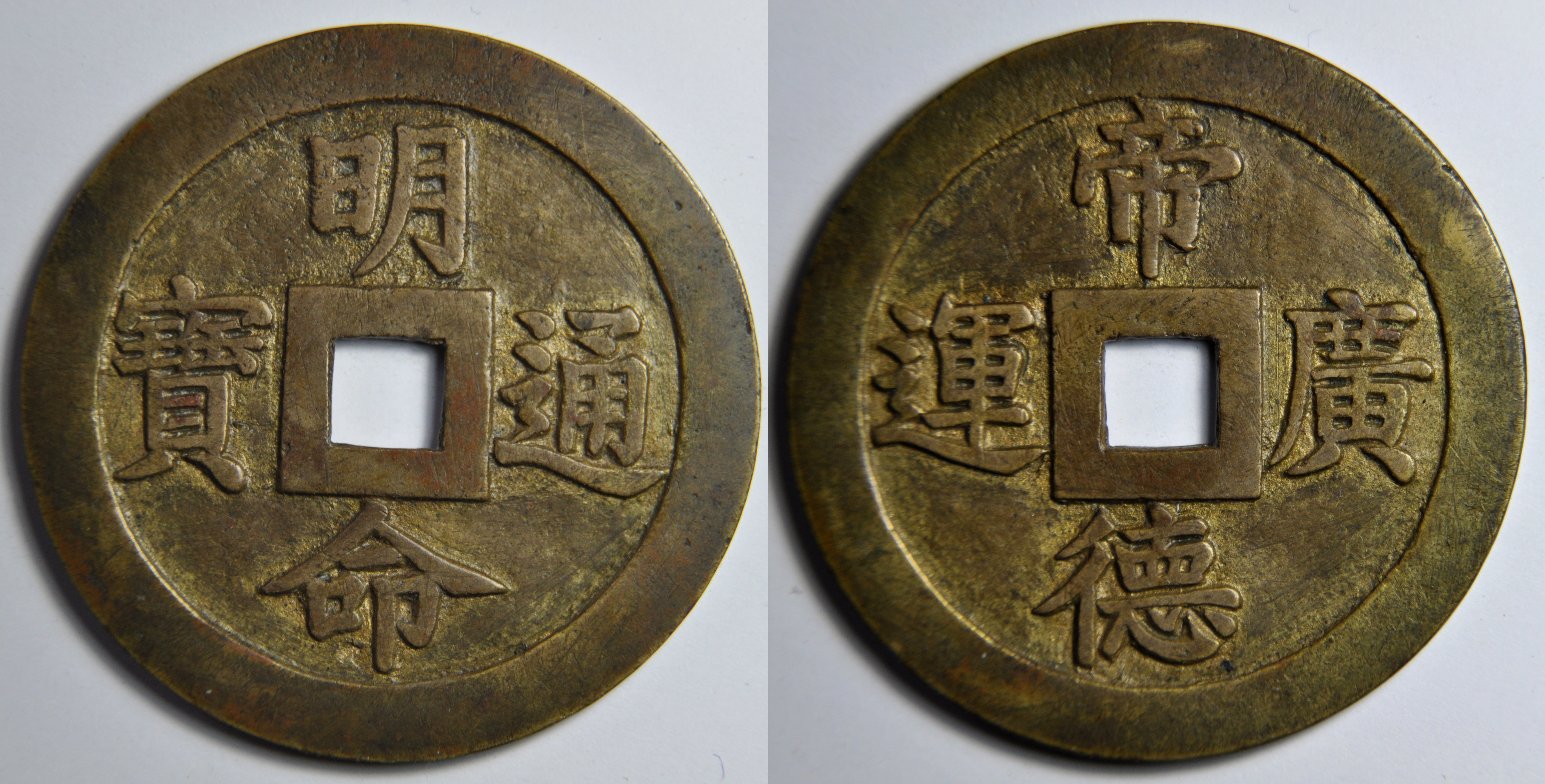
عملة نقدية نحاسية كبيرة من نوع Minh Mạng Thông Bảo (明命通寶) بقيمة 1 mạch

أصدر الإمبراطور مينه مانج ‏ مرسومًا إمبراطوريًا عام 1837 ينص على أنه "بموجب أحكام القانون، فإن العملات المعدنية النحاسية الكبيرة التي تحمل نقوشًا أخلاقية ستكون لها قيمة ماخ. ستُستَخدَم في المعاملات وبالتالي تكون قيمتها ثابتة للجميع".  صدرت هذه العملات النقدية الكبيرة ذات "النقوش الأخلاقية" (美號، mỹ hiệu ) في عهد الأباطرة مينه مانج وثيو ترو وتو دوك . أُنشئت هذه العملات المعدنية بموجب تعديل في عام 1837، والذي نص على أن تصنيعها يجب أن يُعهد به إلى لجنة مكونة من أربعة ممثلين من وكالات حكومية مختلفة، واحد من وزارة الإيرادات (戸部، Hộ Bộ )، وواحد من وزارة الأشغال العامة (工部، Công Bộ )، وواحد من هيئة الرقابة (都察院، Đô sát viện )، وممثل واحد من الحرس الإمبراطوري (侍衛، Thị vệ ). ومن المرجح أيضًا أن تصميمات هذه العملات النقدية قد اختيرت من الأدلة أو التعليقات التي نشرتها مديرية التعليم (國子監، Quốc tử giám ). أُمر هؤلاء الممثلون بالاجتماع في لجنة مع مدير دار سك العملة، وكان عليهم إحضار معادن عالية الجودة إلى الخزانة الإمبراطورية، بما في ذلك النحاس والقصدير والزنك، واستخدامها لصنع سبيكة منها، وفقًا للنسب المحددة مسبقًا لهذه العملات النقدية. كان يجب أن تكون النقوش مماثلة لتلك الصادرة في السنوات السابقة، وحُدِّدَ إنتاج سنوي قدره 100,000 عملة نقدية من فئة ماخ واحد. نص المرسوم على وجوب تصميم 23 نقشًا بثمانية أحرف و17 نقشًا بأربعة أحرف سنويًا.
في عهد الإمبراطور تو دوك، أُعيد تعريف وحدات الحساب تيان (錢) وماتش (mạch) وكوان (quán)، حيث استُخدم الماش الآن لتمثيل 60 عملة نقدية من الزنك (văn)، وستُشكل 10 ماتش (quán) (600 văn). كان سبب إعادة تنظيم طريقة عمل العملة الفيتنامية هو العيوب الساحقة لحمل عملات الزنك النقدية، حيث كانت قيمتها منخفضة للغاية وثقيلة جدًا للحمل عند وجود كميات كبيرة منها. كان الحل الذي اقترحته الحكومة هو إدخال رموز العملة المستخدمة لتمثيل قيمتها اسميًا دون أن ينعكس ذلك بالضرورة في قيمتها الجوهرية. ربما جاء الإلهام لإنشاء هذه السياسة من سك العملات في عهد الإمبراطور شيانفينج في الصين المجاورة.  في ذلك الوقت، قدمت أسرة تشينغ عملة ورقية بـ 14 فئة مختلفة تتراوح من 4 ون إلى 1000 ون .  لا تزال هناك بعض الاختلافات الرئيسية بين النظامين الصيني والفيتنامي، حيث مُثِّلَت القيمة الاسمية في نظام العملة الفيتنامي إما باستخدام رمز العملة الأساسي (فان) أو بوحدات الحساب (ماتش وكوان) باستخدام كل من النحاس والزنك بقيم ثابتة، بينما استخدم نظام العملة الصيني عملات نقدية مصنوعة من نفس سبائك النحاس حيث تستند قيمتها إلى القيمة الاسمية وليس القيمة الجوهرية، في حين تقلبت القيمة المقابلة لكل من النحاس أو الزنك في أسعار صرف عملة سلالة نغوين.  خلال نفس الحقبة، قدمت شوغونية توكوغاوا في اليابان عملة نقدية بقيمة 100 مون ،   وكان لدى الريوكيوان 100 مون   ونصف عملات شو النقدية،    وكان لدى جوسون كوريا عملة نقدية بقيمة 100 مون تُعرف باسم دانغبايكجون .  وعلى الرغم من استلهامها من العملات المعدنية المنتجة في الصين في عصر شيانفينج وعلى الرغم من حقيقة أن تو دوك باو ساو يمكن ترجمتها إلى "أوراق النقد الخاصة بـ "تو دوك"، إلا أن السلسلة الأولى من هذه العملات لم تكن عملة ورقية حقًا حيث كانت رموز العملة، وإن لم تكن بنسبة 100٪، تعتمد على قابلية التحويل بينها وبين العملات النقدية التقليدية المصنوعة من الزنك، مما يعني أنه لا يمكن اعتبارها عملة ورقية حقيقية. 
في حين كانت العملات المعدنية السابقة من فئة 1 ماخ كبيرة، فقد صُبَّت من النحاس بقطر حوالي 50 ملم وبأوزان تختلف وفقًا لفترة الحكم: من 26 إلى 28 جرامًا خلال عصر مينه مانج، وترتفع إلى 35 إلى 41 جرامًا خلال عصر ثيو ترو، وتصل إلى 35 إلى 50 جرامًا خلال عصر تو دوك، ولكن تو دوك باو ساو الجديدة من 60 فان (1 ماخ) كان وزنها 12.20 جرامًا فقط. كان الدافع الرئيسي لحكومة داي نام لتبني هذا النظام الجديد هو جعل عملية صب العملة أكثر ربحية، في حين أن عملات Tự Đức Thông Bảo النقدية بقيمة 6 أو 9 فان تكلف الكثير في صنعها، فإن تكلفة Tự Đức Bảo Sao أقل بكثير لنفس القيمة الاسمية (أو حتى أعلى).    من خلال تقديم النظام الجديد، يمكن للحكومة صب عملات نقدية نحاسية من 50٪ نحاس و 50٪ زنك.  إذا ألقت الحكومة عملة نقدية بقيمة اسمية قدرها 10 فان بوزن 1 تيهان و5 فان، يمكنها إنتاج 8000 فان في Tự Đức Bảo Sao بقيمة 133 كوان، 3 ماخ، و20 فان مع ربح قدره 2 كوان، 1 ماخ, و 50 سنوات. في حين أن نفس الوزن المستخدم لإنتاج عملات نقدية بقيمة 20 فان (تزن هذه العملات المعدنية 2 تيهان) يحصل المرء على 6000 فان في Tự Đức Bảo Sao بقيمة 200 كوان مع ربح قدره 68 كوان و2 ماخ و35 فان. نظرًا لأن 60 văn Tự Đức Bảo Sao المخصصة للتداول العام كانت تبلغ قيمتها بالضبط 1 مترًا، فقد صُبَّت بأعداد كبيرة. في هذه الأثناء، صُبَّت العملات المعدنية Tự Đức Bảo Sao النقدية من 10 فين، و20 فين، و30 فين، و40 فين، و50 فين بمعدل 20 عملة معدنية أصغر إلى 30/60 فين لتكون بمثابة التغيير. 
| هوامش الربح في Tự Đức Bảo Sao | هوامش الربح في Tự Đức Bảo Sao |
| فئة                           | نسبة الربح                    |
| ----------------------------- | ----------------------------- |
| 10 فان                        | 0,90%                         |
| 20 فان                        | 52%                           |
| 30 فان                        | 82.9%                         |
| 40 فان                        | 103.2%                        |
| 50 فان                        | 117.4%                        |
| 60 فان (1 ماتش)               | 128,6%                        |

على الرغم من أن السياسيين يحسبون هوامش ربح كبيرة على Tự Đức Bảo Sao، إلا أنهم لم يتوقعوا أو يتنبأوا بأن عامة الناس سيظهرون تحديًا واسع النطاق للعملات النقدية الجديدة ذات الفئة العالية. ستشهد العملات النقدية الجديدة ذات الفئة العالية تداولًا ضئيلًا؛ والسبب الوحيد وراء تداول هذه العملات ذات الفئة العالية ذات القيمة الجوهرية المنخفضة هو أنها فُرضت على جمهور غير راغب.  تُخُلِّيَ عن سلسلة Tự Đức Bảo Sao بعد فترة وجيزة من طرحها. بعد ذلك، سيظل عدد كبير من Tự Đức Bảo Sao يظهر في أيدي الشركات الخاصة مثل مؤسسي المعادن وأكشاك السوق ومتاجر التحف التي تبيعها للأوروبيين ، وخاصة في هانوي حيث كانت تُعرض غالبًا. 
لم تُعبّر السلسلة الثانية من عملات "تو دوك باو ساو" النقدية عن قيمتها الاسمية بعدد عملات الزنك النقدية، بل بقيمتي الماخ والكوان. علاوة على ذلك، بدلًا من استخدام حرف "تشوان" (準) فقط مع حرفي "تشوان دانج" (準當) اللذين ينقلان الرسالة نفسها،  تضمنت هذه السلسلة الثانية فئات 2 ماخ، و3 ماخ، و8 ماخ، و9 ماخ، وكوان واحد.   على الرغم من بقاء عدد قليل من هذه العملات النقدية في العصر الحديث، إلا أنها لم تُطرح للتداول العام؛ ربما لأن الحكومة لم ترغب في إصدار عملات تختلف قيمتها الاسمية كثيرًا عن سعر الصرف التقليدي للعملات النقدية المصنوعة من سبائك النحاس، مما كان سيؤدي إلى رفض الشعب الفيتنامي لهذه الإصدارات تمامًا.  لاحظ فرانسوا تييري دي كروسول أن جميع هذه العملات النقدية مصنوعة من نحاس مصبوب بشكل خشن، وليست مصقولة بشكل صحيح. ولذلك، يشتبه في أنها كانت مجرد إصدارات تجريبية. 
بعد توقف إنتاج عملة تو دوك باو ساو عام ١٨٧١، استمر إنتاج العملات النقدية القديمة من فئة ١ ماخ، وذلك وفقًا لرسالة كتبها فو دينه تينه (武廷情)، رئيس مكتب الأختام، التابع للرقابة. ونصت الرسالة على إصدار أمر بسك سلسلة جديدة من عملات تو دوك ثونغ باو النقدية تحمل مبادئ أخلاقية، وبلغ مجموعها ٣٦١٣٣ قطعة. 